# Jacques Fleury
Pour les articles homonymes, voir Fleury.
Jacques Fleury est un homme politique français né le 24 septembre 1941  à Paris. Il fut maire de Roye et député de la Somme.

## Biographie
Étudiant à l'Institut d’Études Politiques de Paris et à la Faculté de Droit en 1959, il entre aux Jeunesses socialistes SFIO aux côtés de Pierre Mauroy. Il devient Secrétaire National des Étudiants socialistes en 1962, puis en 1967 le plus jeune membre du Comité Directeur de la SFIO. Il ne cessera depuis lors, d'être membre des instances dirigeantes de la SFIO puis du Parti socialiste. Il est Premier secrétaire de la Fédération socialiste de la Seine-Saint-Denis de 1966 à 1968
Devenu avocat au barreau de Paris  en 1968, il remporte le prix Berryer en présence de Salvador Dali puis devient secrétaire de la conférence du stage (promotion 1970), aux côtés de Thierry Lévy.
Proche de Guy Mollet et de Claude Fuzier, jusqu'à la fin de la SFIO, puis d'Alain Savary au tout début du nouveau Parti socialiste, il fut l'un des animateurs du courant de la « Bataille socialiste » après le congrès d'Épinay. À la disparition de ce courant, il rejoignit les amis de Pierre Mauroy[réf. nécessaire].
En 1973, il accepte d'être candidat du Parti socialiste aux élections législatives dans la circonscription Roye-Montdidier-Corbie. Malgré son échec, il s'implante dans la Somme avec le parrainage d'André Coël, maire de Roye dont il devint le successeur tant au conseil général, en 1973, qu'à la mairie de Roye en 1977 Élections municipales françaises de 1977.
Après une nouvelle candidature malheureuse en 1978, il est finalement élu député de la Somme en 1981 et le reste jusqu'en 1993, année où il est battu. Il retrouve son siège en 1997 mais est de nouveau battu de justesse en 2002.
Il est de 1987 à 1988 vice-président de l'Assemblée Nationale. Puis secrétaire de l'Assemblée de 1991 à 1993.
Il est aussi de 1993 à 1995, premier secrétaire de la Fédération socialiste de la Somme.
Il est, aux côtés de Guy Mollet, membre fondateur de l'Office universitaire de recherche socialiste (OURS).
Lors de la désignation du candidat à l'élection présidentielle française de 1995, il soutient la candidature d’Henri Emmanuelli. Depuis il s'est toujours situé parmi les proches de la tendance d'Henri Emmanuelli, .
Il prend position en faveur du « Non » lors du référendum français sur le traité établissant une constitution pour l'Europe de 2005.
Lors du congrès de Reims, fidèle aux idées socialistes telles qu'elles ont été définies par Léon Blum dans la déclaration de principes de la SFIO de 1946, il signe une contribution intitulée « et si le parti restait socialiste ? » avant de rejoindre la motion C de Benoît Hamon.
En 2012, il s'engage auprès de Gérard Filoche en signant la contribution « Pour réussir, le changement, redistribuer les richesses, et quitte le PS en 2013.
Durant l'élection présidentielle française de 2017, il apporte publiquement son soutien au mouvement de la France insoumise et à la candidature de Jean-Luc Mélenchon.
Le 12 mai 2017, il annonce sa démission de sa fonction de maire de Roye, tout en restant vice-président de la communauté de communes du Grand Roye.
En mai 2019 il démissionne du conseil municipal et se retire de la vie politique.

## Mandats électifs
- Maire de Roye (Somme) de 1977 à 2017.
- Conseiller général de Roye de 1973 à 1992 puis de 1998 à 2001 (il démissionne en raison du cumul des mandats).
- Conseiller régional de la région Picardie et vice-président de la région chargé des finances et de la planification de 1981 à 1985. Président de l'AREX (Agence régionale d'exportation) l
- Député de la Somme de 1981 à 1993 puis de 1997 à 2002.'<<<
- Vice-président de l'Assemblée nationale (1986-1987) et secrétaire (1991-1993)[9].

## Publications
- « Cité Malesherbes » journal d'un jeune militant socialiste 1959-1973, Éditions Bruno Leprince, collection « Articles sans C », 1999  (ISBN 978-2909634296)
- Le Socialisme c'est quoi ?, Éditions Bruno Leprince, collection « Articles sans C » 2006  (ISBN 978-2916333083)
- Georges Guille, le socialisme au cœur, Paris, Encyclopédie du socialisme, 2009  (ISBN 978-2-916 333-55-7)